# Външна политика
Външната политика включва политическите цели, които определят как една държава си взаимодейства с другите държави по света.
Външната политика обикновено е насочена към защита на националните интереси, националната сигурност, идеологическите разбирания и икономическия просперитет. Това става в резултат на мирно сътрудничество с други нации или чрез агресия, война и експлоатация.
През 20 век значението на външната политика рязко се увеличава, тъй като всяка една държава на практика има възможност да комуникира с други държави под някаква дипломатическа форма.
Определянето на външната политика обикновено е задължение на правителствения лидер и на министъра на външните работи. В САЩ обаче, Конгресът има значителна власт и влияние и може да приема упълномощаващи законопроекти за външните отношения.
Външната политика се реализира от правителствените органи, натоварени с международните отношения, дипломацията и международното представяне на страната. Понякога те се занимават и с външната търговия и чуждестранната помощ.
В България тези функции се изпълняват от Министерството на външните работи.